# British Rail Clase D2/12
La British Rail Clase D2/12 fue una locomotora diésel encargada por British Rail en Inglaterra. Se fabricó en el período anterior a la introducción del sistema de nomenclatura TOPS, siendo construida por la empresa Hudswell Clarke con un motor Gardner. La transmisión mecánica, que utilizaba un acoplamiento hidráulico y una caja de cambios de cuatro velocidades Power-flow SSS (una transmisión semiautomática), era una especialidad de Hudswell Clarke.
La clase D2/12 era mecánicamente similar a la British Rail Clase D2/7 anterior, pero tenía una apariencia más moderna. La carcasa del motor era más baja, lo que proporcionaba una visibilidad mucho mejor al maquinista.

## Después del British Rail
La unidad D2519 fue empleada en el NCB de Hatfield Main, Doncaster, Yorkshire del Sur como máquina de maniobras. Allí permaneció al menos hasta 1984.
Por su parte, la unidad D2511 se conserva en el Ferrocarril de Keighley y Worth Valley.